# Eugen Drewermann

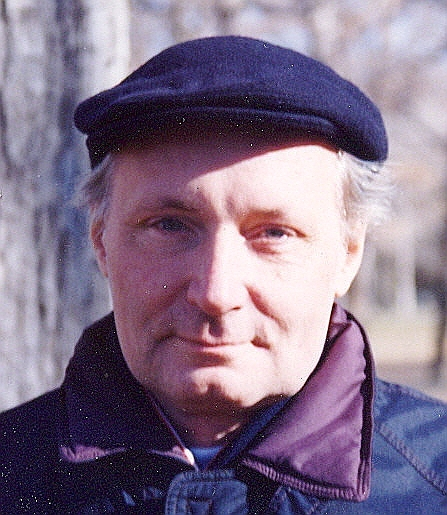
Eugen Drewermann

Eugen Drewermann (Bergkamen (bij Dortmund), 20 juni 1940) is een Duits theoloog, psychotherapeut en schrijver.

## Leven
Drewermann studeerde filosofie en katholieke theologie en was eerst (1972) pastor in de studentengemeente in Paderborn, later werd hij priester van de Sankt-Georg Kerk. Daarnaast werkte hij als psychotherapeut en gaf colleges (vanaf 1979) in geschiedenis der religies en dogmatiek aan de theologische faculteit Paderborn.
De filosofie van Søren Kierkegaard en de psychologie van Carl Gustav Jung hebben Drewermann sterk beïnvloed. Drewermann legde zich toe op het dieptepsychologisch uitleggen van Bijbelteksten. Het boek Dieptepsychologie en Exegese (1988) is hier een goed voorbeeld van. Hierna is ook de invloed van Sigmund Freud duidelijker geworden. 
Nadat Drewermann zich kritisch had geuit over speerpunten in het katholieke geloof werd hem verboden les te geven (1991). Kritiek had hij onder andere op het celibaat en hoe de Maagd Maria in de Rooms-Katholieke Kerk gezien werd. Niet lang daarna werd hij als priester op non-actief gesteld, waarna hij uiteindelijk - op zijn 65e verjaardag - de Katholieke Kerk de rug toe keerde.
Drewermann werkt nog steeds als psychotherapeut en schrijver in Paderborn. In de lezingen die hij sinds 1992 op zaterdagmorgen in de Universiteit van Paderborn geeft, ontwikkelt hij een theologie, die de mens wil bevrijden uit alle negatieve sferen van het leven. Het is een nieuw project, waarin hij zijn uitgangspunten formuleert en de theologie confronteert met de uitkomsten van de natuurwetenschappen. Voor hem zijn de dogma’s van de katholieke kerk hindernissen voor het geloof van de mensen. Drewermann komt tot een “antidogmatiek”, een theologie van de menselijkheid. 
Het project begint met Glauben in Freiheit oder Tiefenpsychologie und Dogmatik. Dogma, Angst und Symbolismus (1993). Drewermann wil de kerkleer bevrijden van dwang en vervreemding door de beelden van het onbewuste en de angst van mensen serieus te nemen. Hij spreekt over het wezen van de religieuze ervaring en beschrijft de symbolen van de geborgenheid: water en hol, boom, berg en maaltijd, het spel en de initiatie en de heilige bruiloft, als antwoord op de vier vormen van angst (schizoide, depressie, dwangneurose en hysterie). 
In 1996 verschijnt het tweede deel Jesus von Nazareth. Befreiung zum Frieden. Glauben in Freiheit. Hoe kan het gedrag van de “mens uit het stenen tijdperk” overwonnen worden door de boodschap van Jezus over Gods koninkrijk van vrede?
Vanuit deze theologie van de menselijkheid confronteert Drewermann als theoloog de religie met de natuurwetenschappen. Hij probeert een ander Godsbeeld te beschrijven. Zijn lezingen krijgen daardoor een wetenschappelijk karakter. Achtereenvolgens verschijnen in de reeks Glauben in Freiheit: Der sechste Tag. Die Herkunst des Menschen und die Frage nach Gott (1998); ... und es geschah so. Die moderne Biologie und die Frage nach Gott (1999); Im Anfang ... Die moderne Kosmologie und die Frage nach Gott (2002) en Atem des Lebens. Die moderne Neurologie und die Frage Nach Gott. Band 1: Das Gehirn (2006) en Band 2: Die Seele (2007).
Naast de genoemde reeks verschijnt in twee delen de verklaring Das Johannes Evangelium. Bilder einer neuen Welt (2003); Moby Dick oder Vom Ungeheuren, ein Mensch zu sein. Melvilles Roman tiefenpsychologisch gedeutet (2004) en Die Zehn Gebote. Zwischen Weisung und Weisheit (2006).
Drewermann is een zeer principieel vegetariër.
Verschillende van zijn grote aantal boeken zijn in het Nederlands vertaald. De Duitse, vaak zeer wijdlopige en van vele honderden voetnoten voorziene teksten zijn hier verschenen in sterk verkorte bewerkingen.

## Publicaties

### Duitstalig
Voor een tot 2022 bijgewerkte bibliografie, zie het Duitse Wikipedia-artikel!
- 1977 - Strukturen des Bösen: Band 1
- 1977 - Strukturen des Bösen: Band 2
- 1978 - Strukturen des Bösen: Band 3
- 1979 - Die Symbolik von Baum und Kreuz in religionsgeschichtlicher und tiefenpsychologischer Bedeutung
- 1981 - Das Mädchen ohne Hände (sprookje van Grimm)
- 1981 - Der tödliche Fortschritt
- 1981 - Das Tragische und das Christliche
- 1981 - Die Verdrängung Gottes und die Folgen (manuscript van een lezing)
- 1982 - Frau Holle (sprookje van Grimm)
- 1982 - Der goldene Vogel (sprookje van Grimm)
- 1982 - Der Krieg und das Christentum (latere titel: Die Spirale der Angst)
- 1982 - Psychoanalyse und Moraltheologie: Band 1
- 1982 - Ein Rascheln ist und ein Zusammenraffen (manuscript van een lezing)
- 1983 - Psychoanalyse und Moraltheologie: Band 2
- 1983 - Schneeweißchen und Rosenrot (sprookje van Grimm)
- 1984 - Das Eigentliche ist unsichtbar (over De Kleine Prins)
- 1984 - Marienkind (sprookje van Grimm)
- 1984 - Psychoanalyse und Moraltheologie: Band 3
- 1984 - Tiefenpsychologie und Exegese: Band 1
- 1985 - Die Kristallkugel (sprookje van Grimm)
- 1985 - Macht Religion den Menschen glücklich? (manuscript van een lezing)
- 1985 - Tiefenpsychologie und Exegese: Band 2
- 1985 - Voller Erbarmen rettet er uns (latere titel: Der gefahrvolle Weg der Erlösung)
- 1986 - Dein Name ist wie der Geschmack des Lebens
- 1986 - Die kluge Else / Rapunzel (sprookje van Grimm)
- 1987 - Das Markusevangelium: Band 1 (commentaar)
- 1987 - Der Trommler (sprookje van Grimm)
- 1988 - "An ihren Früchten sollt ihr sie erkennen"
- 1988 - Das Markusevangelium: Band 2 (commentaar)
- 1988 - Wort des Heils und Wort der Heilung: Band 1
- 1989 - "Ich steige hinab in die Barke der Sonne"
- 1989 - Kleriker
- 1989 - Das Markusevangelium (vertaling)
- 1989 - Mission vor ungewohntem Zeugenstand
- 1989 - Wort des Heils und Wort der Heilung: Band 2
- 1989 - Wort des Heils und Wort der Heilung: Band 3
- 1990 - Brüderchen und Schwesterchen (sprookje van Grimm)
- 1990 - Der Herr Gevatter / Der Gevatter Tod / Fundevogel (sprookje van Grimm)
- 1990 - Der offene Himmel (preken; latere titel: Licht des Friedens)
- 1990 - Der tödliche Fortschritt (heruitgave)
- 1990 - Über die Unsterblichkeit der Tiere
- 1990 - Worte für ein unentdecktes Land (anthologie)
- 1991 - Gespräche über die Angst (met J. Jeziorowski)
- 1991 - Leben, das dem Tod entwächst (preken)
- 1991 - Milomaki oder vom Geist der Musik (Indianenmythe)
- 1991 - Reden gegen den Krieg
- 1991 - Sind Propheten dieser Kirche ein Ärgernis? (met F. v. Schönborn)
- 1991 - Was uns Zukunft gibt
- 1991 - Zwischen Staub und Sternen (preken)
- 1992 - Die Botschaft der Frauen
- 1992 - Daß alle eins seien (preken)
- 1992 - Fragen an das Glaubensbekenntnis (Kirchentag; met H.-R. Laurien)
- 1992 - Giordano Bruno
- 1992 - Lieb Schwesterlein, laß mich herein (verzamelband)
- 1992 - Kirche der Zukunft - Zukunft der Kirche (manuscript van een lezing)
- 1992 - Das Matthäusevangelium: Band 1 (commentaar)
- 1992 - Rapunzel, Rapunzel, laß dein Haar herunter (verzamelband)
- 1992 - Der Weg des Herzens (met dalai lama Tenzin Gyatso)
- 1992 - Wege der Befreiung sehen (Kirchentag; met N. Greinacher, D. Sölle)
- 1992 - Wenn der Himmel die Erde berührt (preken)
- 1992 - Worum es eigentlich geht
- 1992 - Zeiten der Liebe (anthologie)
- 1993 - Aschenputtel (sprookje van Grimm)
- 1993 - Glauben in Freiheit - Band 1: Tiefenpsychologie und Dogmatik
- 1993 - Laßt Euch die Freiheit nicht nehmen (met H. Haag)
- 1993 - Das Matthäusevangelium (vertaling)
- 1993 - Rebell oder Prophet? (met F. v. Schönborn)
- 1993 - Und legte ihnen die Hände auf (preken; latere titel: Taten der Liebe)
- 1993 - Das Vaterunser
- 1993 - Welches Credo? (met E. Biser)
- 1993 - Wort des Heils und Wort der Heilung: Band 4
- 1994 - Ich lasse dich nicht, du segnest mich denn (preken)
- 1994 - Das Matthäusevangelium: Band 2 (commentaar)
- 1994 - Was ich denke
- 1994 - Zeitreisen - Reisezeiten
- 1995 - An Euren Gott wird niemand mehr glauben (theaterstuk)
- 1995 - Den eigenen Weg gehen (preken)
- 1995 - Das Individuelle gegen das Normierte verteidigen (Hermann Hesse)
- 1995 - Das Matthäusevangelium: Band 3 (commentaar)
- 1995 - Religion zwischen Mystik und Rationalität (feestlezing)
- 1995 - Tod oder Leben (met F. Schorlemmer)
- 1995 - Die zwei Brüder (sprookje van Grimm)
- 1996 - Glauben in Freiheit - Band 2: Jesus von Nazareth
- 1996 - Das Königreich Gottes in unserer Seele (preken)
- 1996 - Näher zu Gott - nah bei den Menschen (met G. Jarczyk)
- 1997 - Hänsel und Gretel (sprookje van Grimm)
- 1997 - Das Johannesevangelium (vertaling)
- 1997 - Schneewittchen (sprookje van Grimm)
- 1997 - Der Traum von Menschlichkeit (met J. Gaillot)
- 1997 - Und gäbe dir eine Seele... (Die Kleine Meerjungfrau; latere titel: Liebe, Leiden und Unsterblichkeit)
- 1998 - Daß auch der Allerniedrigste mein Bruder sei (Dostojewski)
- 1998 - Glauben in Freiheit - Band 3/I: Der sechste Tag
- 1998 - Von Tieren und Menschen
- 1999 - Glauben in Freiheit - Band 3/II: ...und es geschah so
- 1999 - Tröstet, tröstet mein Volk (preken)
- 2000 - Gedanken des Friedens, nicht des Leidens (preken)
- 2000 - Goethes Märchen
- 2000 - Hat der Glaube Hoffnung?
- 2000 - Der Wolf und die sieben jungen Geißlein / Der Wolf und der Fuchs (sprookjes van Grimm)
- 2001 - "...auf dass ihr wieder leben sollt" (preken)
- 2001 - Ein Mensch braucht mehr als nur Moral
- 2001 - Und der Fisch spie Jona an Land
- 2001 - Wozu Religion?
- 2002 - Glauben in Freiheit - Band 3/III: Im Anfang...
- 2002 - Jesu Glaube und das Vaterunser
- 2002 - Krieg ist Krankheit, keine Lösung
- 2002 - Reden gegen den Krieg (heruitgave)
- 2002 - Wie zu leben wäre
- 2003 - Der Froschkönig (sprookje van Grimm)
- 2003 - Hänsel und Gretel. Aschenputtel. Der Wolf und die sieben jungen Geißlein (verzamelband)
- 2003 - Das Johannesevangelium: Band 1 (commentaar)
- 2003 - Das Johannesevangelium: Band 2 (commentaar)
- 2003 - Religiös bedingte neurotische Erkrankungen (manuscript van een lezing)
- 2003 - Schneewittchen. Die zwei Brüder (verzamelband)
- 2004 - Abschied von der Priesterkirche (Kirchentag; met J. Gaillot)
- 2004 - Licht des Friedens (anthologie)
- 2004 - Moby Dick
- 2004 - Die vier Evangeliën (vertaling)
- 2004 - Wenn die Sterne Götter wären
- 2005 - Dornröschen (sprookje van Grimm)
- 2005 - Leise von Gott reden (anthologie)
- 2005 - Wege und Umwege der Liebe (anthologie)
- 2006 - Atem des Lebens - Band 1: Das Gehirn
- 2006 - Heilende Religion (anthologie)
- 2006 - Eine Liebe stärker als der Tod (anthologie)
- 2006 - Die Zehn Gebote
- 2007 - Atem des Lebens - Band 2: Die Seele
- 2007 - Von der Macht des Geldes, Märchen zur Ökonomie
- 2007 - Spuren des Heils (anthologie)
- 2007 - Die Rechtlosigkeit der Kreatur im christlichen Abendland oder: von einer wichtigen Ausnahme. Interdisziplinäre Arbeitsgemeinschaft Tierethik (Hrsg.). Erlangen 2007. ISBN 978-3-89131-417-3
- 2008 - An den Grenzen der Medizin, Märchen von Heilung und Hoffnung - ISBN 978-3491210059
- 2008 - Die Seligpreisungen - ISBN 978-3491713208
- 2008 - Wer hat, dem wird gegeben, Die gleichnisse Jesu - ISBN 978-3-491-21004-2
- 2008 - Das Lukas-Evangelium, Bilder erinnerter Zukunft  Band 1 - ISBN 978-3-491-21006-6
- 2008 - Jesus von Nazareth, Bild eines Menschen - ISBN 978-3-491-21003-5
- 2009 - Das Eugen Drewermann Lesebuch - ISBN 978-3-491-50107-2
- 2009 - Das Lukas-Evangelium, Bilder erinnerter Zukunft  Band 2 - ISBN 978-3-491-21007-3
- 2010 - Wir glauben, weil wir lieben, Waran ich glaube - ISBN 978-3-491-72549-2
- 2010 - Heimkehrer aus der Hölle, Märchen von Kriegsverletzungen und ihrer Heilung
- 2011 - Nur die Liebe lehrt uns glauben ISBN 978-3-88095-218-8
- 2011 - Die vier Evangelien und die Apostelgeschichte - ISBN 978-3-8436-0071-2
- 2011 - Der Offene Himmel, Meditationen zu Advent und Weihnachten - ISBN 978-3-8436-0076-7
- 2011 - Die Apostelgeschichte, Wege zur Menschlichkeit - ISBN 978-3-8436-0070-5
- 2012 - Die grossen Fragen, Menschlich von Gott reden - ISBN 978-3-8436-0143-6
- 2012 - Die Sieben Tugenden - ISBN 978-3-8436-0173-3
- 2012 - Geschichten gelebter Menschlichkeit, Wie Gott durch Grimm'sche Märchen geht - ISBN 9783843602365
- 2013 - Liebe, Leid und Tod, Daseinsdeutung in antiken Mythen - ISBN 978-3-8436-0347-8
- 2013 - Das Richtige im Leben tun,  Wie wir unseren Weg finden - ISBN 978-3-8436-0349-2
- 2013 - Das auch der Allerniedrigste MEIN BRUDER sei, Dostojewski – Dichter der Menschlichkeit - ISBN 978-3-8436-0235-8
- 2014 - Wendepunkte, oder Was eigentlich besagt das Christentum - ISBN 978-3-8436-0540-3
- 2014 - Wege aus dem Niemandsland, Wo unsere Seele ein Zuhause findet - ISBN 978-3-8436-0482-6
- 2014 - Wrote der Freiheit, Die Seligpreisungen Jesu - ISBN 978-3-8436-0486-4
- 2016 - Geld, Gesellschaft und Gewalt, Kapital und Christentum (Band 1) - ISBN 978-3-8436-0817-6
- 2016 - „Luther wollte mehr“, Eugen Drewermann über den Reformator und seinen Glauben im Gespräch mit Jürgen Hoeren - ISBN 978-3-451-37566-8
- 2017 - Im Einklang leben, Wörte zur Schöpfung - ISBN 978-3-8436-0883-1
- 2017 - Von Krieg zu Frieden, Kapital und Christentum (deel 3) - ISBN 978-3-8436-1009-4
- 2017 - Zeiten der Liebe, Grenzen überwinden, Verbundenheit leben
- 2017 - Giordano Bruno, oder Der Spiegel des Undendlichen - ISBN 978-3836700306
- 2017 - Wozu Religion? Sinnfindung in Zeiten der Gier nach Macht und Geld Drewermann in gesprek met Jürgen Hoeren
- 2017 - Mehr als Gerechtigkeit, Oder: Wie Jesu Botschaft alle Ethik überwindet -  ISBN 978-3880953079

#### Over Drewermann
- 2010 - Beier, Matthias. Gott ohne Angst: Einführung in das Denken Drewermanns. Patmos, Düsseldorf. ISBN 3-491-72543-7.
- 2004 - Beier, Matthias. A Violent God-Image: An Introduction to the Work of Eugen Drewermann. Continuum International. ISBN 0-82-641835-X.
- 2017 - Beier, Matthias. Eugen Drewermann: Die Biografie - ISBN 978-3-8436-0601-1

### In het Nederlands vertaalde boeken van Drewermann

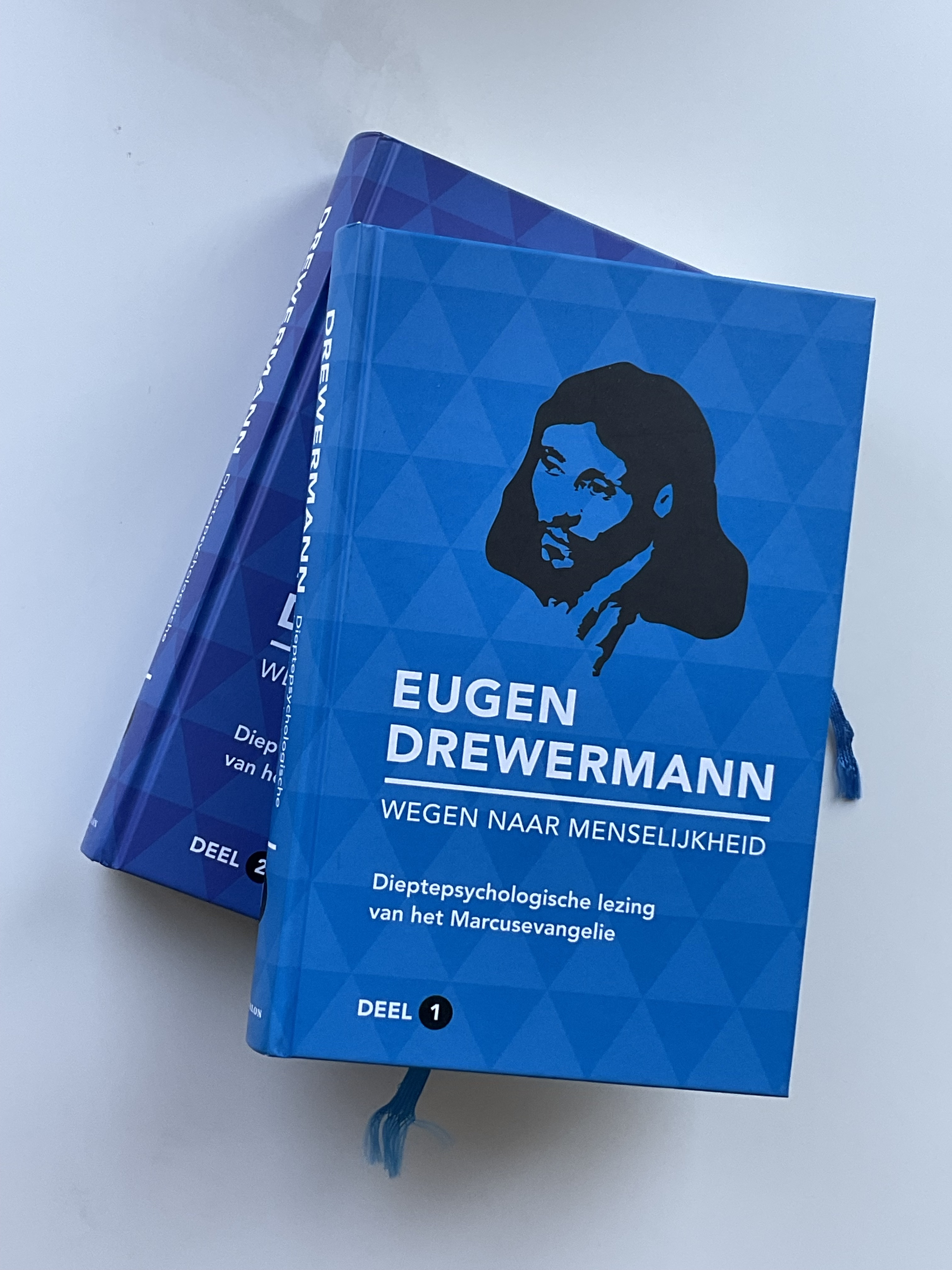
Nederlandse vertaling van het commentaar van Drewermann op Marcus in 2 delen

- 2025 - Beelden van een nieuwe wereld, Dieptepsychologische lezing van het Johannesevangelie - Skandalon, ISBN 9789493220904
- 2024 - Alleen door vrede, Vredeseducatie aan de hand van de Bergrede - Uitgeverij Van Warven, ISBN 978-3-8436-0347-8
- 2023 - God, waar bent U? - Uitgeverij Van Warven - ISBN 978 94 93288 74 4
- 2022 - Het geheim van Jezus van Nazaret - Uitgeverij Van Warven, ISBN 9789493175938
- 2020 - Wegen naar menselijkheid, Dieptepsychologische lezing van het Marcusevangelie, 2 delen / Skandalon, ISBN 9789492183989
- 2015 - Keerpunten, of wat heeft het Christendom werkelijk te zeggen - Uitgeverij Damon Vof
- 2007 - De Tien Geboden, Tussen opdracht en wijsheid / Meinema - Pelckmans
- 2006 - Stil van God spreken, Overpeinzingen / Meinema
- 2005 - Als de sterren goden waren..., Moderne kosmologie en geloof : in gesprek met Jürgen Hoeren / Meinema
- 2003 - Leven: maar hoe? Over angst, geweld, zin en liefde: in gesprek met Richard Schneider / Meinema
- 2001 - Troost, troost mijn volk, De boodschap van de profeten Elia en Jesaja / Meinema
- 2000 - Is er hoop voor het geloof? Over de betekenis van religie in onze tijd / Meinema
- 1999 - Moge ook de minste mijn broeder zijn, Dostojewski, dichter van de menselijkheid : vijf beschouwingen / Averbode
- 1999 - Over dieren en mensen, Moderne fabels / Meinema
- 1998 - Jezus van Nazareth, Bevrijding tot vrede / Meinema
- 1998 - Dood of leven, Over zin en onzin van het geloof in God / Callenbach
- 1997 - Een eigen weg, Overwegingen bij de boeken Exodus tot en met Richteren / Meinema
- 1996 - God zonder omwegen / Averbode
- 1996 - Ik laat u niet gaan, tenzij gij mij zegent, Overwegingen bij het boek Genesis / Meinema
- 1995 - Geloven in vrijheid / Meinema
- 1994 - Functionarissen van God, Psychogram van een ideaal / Meinema
- 1993 - Hij legde hun de handen op, De wonderen van Jezus / Meinema
- 1993 - Wat ons toekomt, Gedachten over de rijkdom van het leven / Meinema
- 1993 - Op het raakvlak van hemel en aarde, De gelijkenissen van Jezus / Meinema
- 1993 - Exegese en dieptepsychologie, Wonder, visioen, profetie en gelijkenis / Meinema
- 1993 - Over de onsterfelijkheid van de dieren, Hoop voor het lijdende schepsel / De Driehoek
- 1992 - De Bergrede: beelden van vervulling, Toelichting op Matteüs 5, 6 en 7 / Meinema
- 1992 - De dood die leven brengt, Overwegingen bij de veertigdagen- en paastijd / Meinema
- 1992 - Een ruimte om te leven, Gesprekken / Meinema
- 1991 - Dieptepsychologie en exegese, Droom, mythe, sprookje, sage en legende / Meinema
- 1990 - Beelden van verlossing, Toelichtingen op het evangelie van Marcus / Meinema

#### Over Drewermann
- 2011 - Beier, Matthias. Religie zonder angst en geweld. Hoofdlijnen van Eugen Drewermanns theologie van de menselijkheid / Skandalon Religie zonder angst en geweld: Hoofdlijnen van Eugen Drewermanns theologie van de menselijkheid. Vertaling: Marja Nusselder ISBN 978-94-90708-32-0
- 1994 - Velden, Mar van der. In God geborgen. De theologie van Eugen Drewermann / Callenbach